# Януарий
Януарий (лат. Januarius — «привратник») — мужское имя латинского происхождения.
Также януарий другое название первого месяца в году. Именины у католиков — 19 января, 8 апреля, 4 мая, 10 июля, 6 и 28 августа, 19 сентября, 13, 24 и 25 октября, у православных — 21 апреля/4 мая, 28 апреля/11 мая, 25 января/7 февраля. Наиболее известный покровитель — Святой Януарий.

## Известные носители

### Святые
См. «Ианнуарий (святой)».
- Януарий (Иануарий) (умер 1883 году) — епископ брестский, потом балтский[4] и проповедник.

### Персоналии
- Януарий (Вознесенский) (1823—1883) — епископ Русской православной церкви, епископ Балтский, викарий Подольской епархии.
- Неверов, Януарий Михайлович — русский педагог и писатель[5][6], мемуарист.
- Фердинанд Мария-Януарий[7] — третий король единой Италии нового времени с 29 июля 1900 по 9 мая 1946 года

## Отзывы
...настоящее имя его [деда] было Януарий, но прабабушка моя не согласилась звать его этим именем, трудным для её немецкого произношения: Шорн шорт, говорила она, делат мне шорни репят и дает им шертовск имя.— Пушкин